# Lingua mongola meridionale
La lingua mongola meridionale o lingua mongola periferica (Öbör mongγol ayalγu) è una lingua (per altri si tratta di un gruppo di dialetti della lingua mongola) appartenenti alla famiglia linguistica delle lingue mongoliche.
È la più importante lingua parlata nella Mongolia interna in Cina, dove si parlano altre due lingue mongoliche: il buriato ed il calmucco, ma dove il mongolo meridionale rappresenta la forma standard del mongolo.
La lingua si basa su uno dei numerosi dialetti della lingua mongola parlato nella Mongolia Interna, il chakhar, parlato nel centro della provincia, mentre la lingua parlata in Mongolia, la lingua mongola halh, si basa sul dialetto khalkha.
Nonostante i due dialetti siano molto simili per quanto riguarda la pronuncia, il mongolo meridionale ha subito forti influenze dal cinese mentre il mongolo halh ha ricevuto notevoli influenze dal russo.

## Sistema di scrittura
Per scrivere la lingua si utilizza il sistema di scrittura mongola che si serve dell'alfabeto uiguro. Questa è un'altra differenziazione dal mongolo halh della Mongolia che invece viene scritto utilizzando l'alfabeto cirillico.